# Счётчик (электроника)
Счётчик числа импульсов — устройство, на выходах которого получается двоичный или двоично-десятичный код, соответствующий числу поступивших импульсов. Счётчики могут строиться на двухступенчатых D-триггерах, T-триггерах и JK-триггерах.
Основной параметр счётчика — модуль счёта — максимальное число единичных сигналов, которое может быть сосчитано счётчиком. Счётчики обозначают через СТ (от англ. counter).

## Классификация
Счётчики классифицируют:
- по числу устойчивых состояний триггеров
  - на двоичных триггерах
  - на троичных триггерах[1]
  - на n-ичных триггерах
- по модулю счёта:
  - двоично-десятичные (декада);
  - двоичные;
  - с произвольным постоянным модулем счёта;
  - с переменным модулем счёта;
- по направлению счёта:
  - суммирующие;
  - вычитающие;
  - реверсивные;
- по способу формирования внутренних связей:
  - с последовательным переносом;
  - с ускоренным переносом;
    - с параллельным ускоренным переносом;
    - со сквозным ускоренным переносом;

  - с комбинированным переносом;
  - кольцевые;
- по способу переключения триггера:
  - синхронные;
  - асинхронные;
- Счётчик в коде Джонсона[2].

## Двоичные счётчики

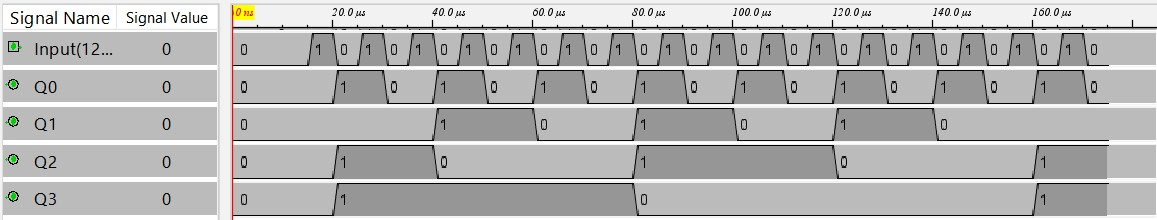
Временная диаграмма синхронного вычитающего счётчика по модулю 14

Схему двоичного счётчика можно получить с помощью формального синтеза, однако более наглядным путём представляется эвристический. Временная диаграмма двоичного счётчика — последовательность двоичных чисел от нуля до {\displaystyle 2^{n}-1}, где n — разрядность счётчика. Наблюдение за разрядами чисел, составляющих диаграмму, приводит к пониманию структурной схемы двоичного счётчика. Состояния младшего разряда демонстрируют чередование нулей и единиц вида 01010101…, что естественно, так как младший разряд переключается на каждый такт синхронизации. В следующем разряде наблюдается последовательность пар нулей и единиц вида 00110011… . В третьем разряде образуется последовательность из четвёрок нулей и единиц 00001111… и т. д. При этом, каждый следующий разряд переключается с частотой, в два раза меньшей, чем данный.
Известно, что счётный триггер делит частоту входных импульсов на два. Сопоставив этот факт с указанной выше закономерностью, видим, что счётчик может быть построен в виде цепочки последовательно включённых счётных триггеров. Заметим, кстати, что согласно ГОСТу входы элементов изображаются слева, а выходы справа. Соблюдение этого правила ведёт к тому, что в числе, содержащемся в счётчике, младшие разряды расположены левее старших.

## Двоичные счётчики с параллельным переносом и соседним кодированием
Выше рассмотрены схемы двоичных последовательных счётчиков, то есть таких счётчиков, в которых при изменении состояния определённого триггера возбуждается последующий триггер, причём триггеры меняют свои состояния не одновременно, а последовательно. Если в данной ситуации должны изменить свои состояния n триггеров, то для завершения этого процесса потребуется n интервалов времени, соответствующих времени изменения состояния каждого из триггеров. Такой последовательный характер работы является причиной двух недостатков последовательного счётчика: меньшая скорость счёта по сравнению с параллельными счётчиками и возможность появления ложных сигналов на выходе схемы. В параллельных счётчиках синхронизирующие сигналы поступают на все триггеры одновременно.
Последовательный характер переходов триггеров счётчика является источником ложных сигналов на его выходах. Например, в четырёхразрядном счётчике, ведущем счёт в обычном четырёхразрядном двоичном коде с «весами» разрядов 8-4-2-1, при переходе от состояния {\displaystyle 7_{10}=0111_{2}} к состоянию {\displaystyle 8_{10}=1000_{2}} на выходе появится следующая последовательность состояний:
{\displaystyle 0111_{2}\rightarrow 0110_{2}\rightarrow 0100_{2}\rightarrow 0000_{2}\rightarrow 1000_{2}.}
Это означает, что при переходе из состояния 7 в состояние 8 на входах счётчика на короткое время появятся коды, соответствующие состояниям 6; 4; 0. Смена этих промежуточных состояний может вызвать ложную работу других логических схем, например, если к такому счётчику подключён дешифратор, то на его выходах 0, 4, 6 могут кратковременно возникнуть активные состояния, которые могут ложно изменить состояния подключённых к ним по входам других триггеров — это нежелательное явление называют логическими «гонками» или «гонками сигналов». Исключить гонки можно, применяя счётчики с соседним или противогоночным кодированием состояний, например, считающие в рефлексивном коде Грея.
С целью уменьшения времени протекания переходных процессов можно реализовать счётчик в варианте с подачей входных счётных импульсов одновременно на все триггеры. В этом случае получим счётчик с параллельным переносом.
По схемам счётчиков с параллельным переносом строятся счётчики, задержка переключения одного триггера у которых соизмерима с периодом считаемых импульсов.
Пример. Если задержка переключения одного триггера 30 нс, то при построении счётчика по схеме с последовательным переносом более чем четырёхразрядного, работающего в обычном двоичном коде, при периоде счётных импульсов 120 нс и ниже начнутся сбои счёта, перенос не успевает распространиться по цепочке триггеров до прихода очередного счётного импульса.
В счётчиках с параллельным переносом на информационные входы триггеров подаются сигналы, являющиеся логической функцией состояния счётчика и определяющие конкретные триггеры, которые должны изменить своё состояние при данном входном импульсе. Принцип стробирования сводится к следующему: триггер меняет своё состояние при пропускании очередного импульса синхронизации, если все предыдущие триггеры находились в состоянии логической единицы.
Параллельные счётчики имеют более высокое быстродействие по сравнению с последовательными, поскольку логическая функция от текущего состояния счётчика и счётного импульса поступают на переключающие входы всех триггеров одновременно.
Максимальным быстродействием обладают синхронные счётчики с параллельным переносом, структуру которых найдем эвристически, рассмотрев процессы прибавления единицы к двоичным числам и вычитания её из них.

## Счётчики с последовательно-параллельным переносом
В связи с ограничениями на построение счётчиков с параллельным переносом большой разрядности широкое распространение получили счётчики с групповой структурой, или счётчики с последовательно-параллельным переносом. Разряды таких счётчиков разбиваются на группы, внутри которых организуется принцип параллельного переноса. Сами же группы соединяются последовательно с использованием конъюнкторов, формирующих перенос в следующую группу при единичном состоянии всех триггеров предыдущих. При единичном состоянии всех триггеров группы приход очередного входного сигнала создаст перенос из этой группы. Эта ситуация подготавливает межгрупповой конъюнктор к прямому пропусканию входного сигнала на следующую группу.
В наихудшем для быстродействия случае, когда перенос проходит через все группы и поступает на вход последней,
tУСТ = t • (ĺ — 1) + tГР,
где ĺ — число групп, tГР — время установления кода в группе.
В развитых сериях ИС обычно имеется по 5…10 вариантов двоичных счётчиков, выполненных в виде четырёхразрядных групп (секций). Каскадирование секций может выполняться путём их последовательного включения по цепям переноса, организации параллельно-последовательных переносов или для более сложных счётчиков с двумя дополнительными управляющими входами разрешения счета и разрешения переноса путём организации параллельных переносов и в группах, и между ними.
Особенностью двоичных счётчиков синхронного типа является наличие ситуаций с одновременным переключением всех его разрядов (например, для суммирующего счётчика при переходе от кодовой комбинации 11…1 к комбинации 00…0 при переполнении счётчика и выработке сигнала переноса). Одновременное переключение многих триггеров создаёт значительный токовый импульс в цепях питания ЦУ и может привести к сбою в их работе. Поэтому в руководящих материалах по использованию некоторых БИС/СБИС программируемой логики, в частности, имеется ограничение на разрядность двоичных счётчиков заданной величиной k (например, 16). При необходимости применения счётчика большей разрядности рекомендуется переходить к коду Грея, для которого переходы от одной кодовой комбинации к другой сопровождаются переключением всего одного разряда. Правда, для получения результата счета в двоичном коде придётся использовать дополнительно преобразователь кода, но это является платой за избавление от токовых импульсов большой интенсивности в цепях питания. 

## Схемы счётчиков

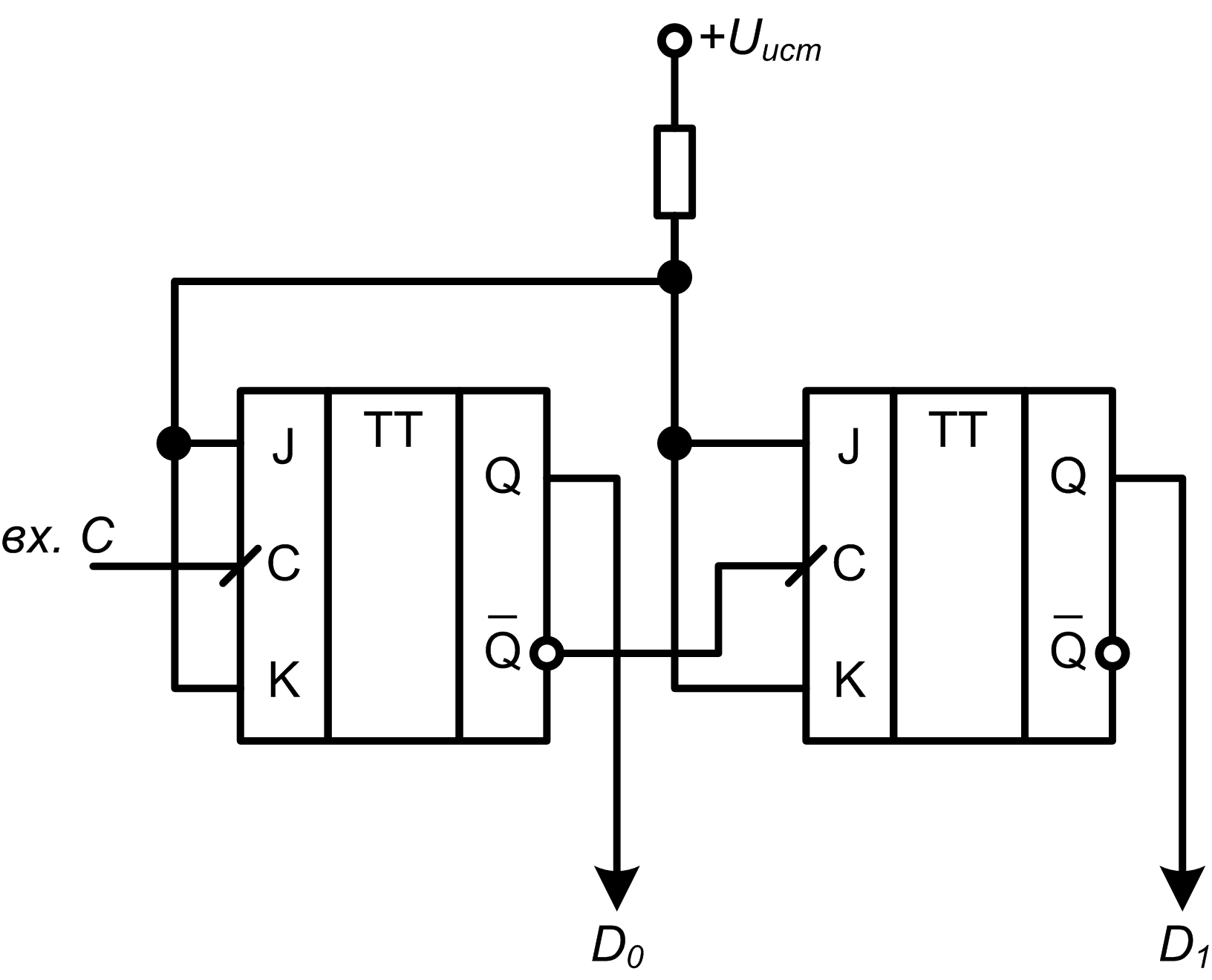
Двухразрядный двоичный асинхронный суммирующий счётчик с последовательной организацией переноса на JK-триггерах. Наклонная черточка на C-входе JK-триггеров указывает, что изменение состояния триггеров происходит по фронту сигнала.
4-битный синхронный параллельный счётчик с ускоренным переносом использующий JK-триггеры
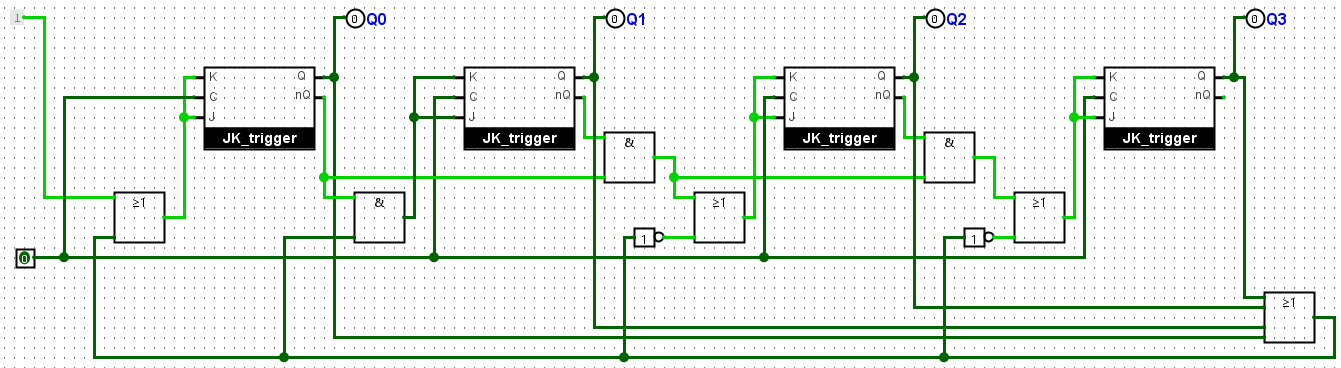
Синхронный вычитающий счётчик по модулю 14, собранный на JK-триггерах в среде Logisim evolution